# Henry Scott, 3.º Duque de Buccleuch
Henry Scott, 3.º duque de Buccleuch e 5.º duque de Queensberry KG, KT, PRSE (2 de setembro de 1746 — 11 de janeiro de 1812) foi um nobre escocês.
Em 1767, foi nomeado cavalheiro da Ordem do Cardo-selvagem e, em 1794, cavaleiro da Ordem da Jarreteira (renunciando ao título da Ordem do Cardo-selvagem). Em 1810, tornou-se o 5.º Duque de Queensberry.
Em 1783, se tornou o primeiro presidente da Sociedade Real de Edimburgo. Era amigo de Sir Walter Scott (poeta), que também foi presidente da Sociedade.